# Eric Holder

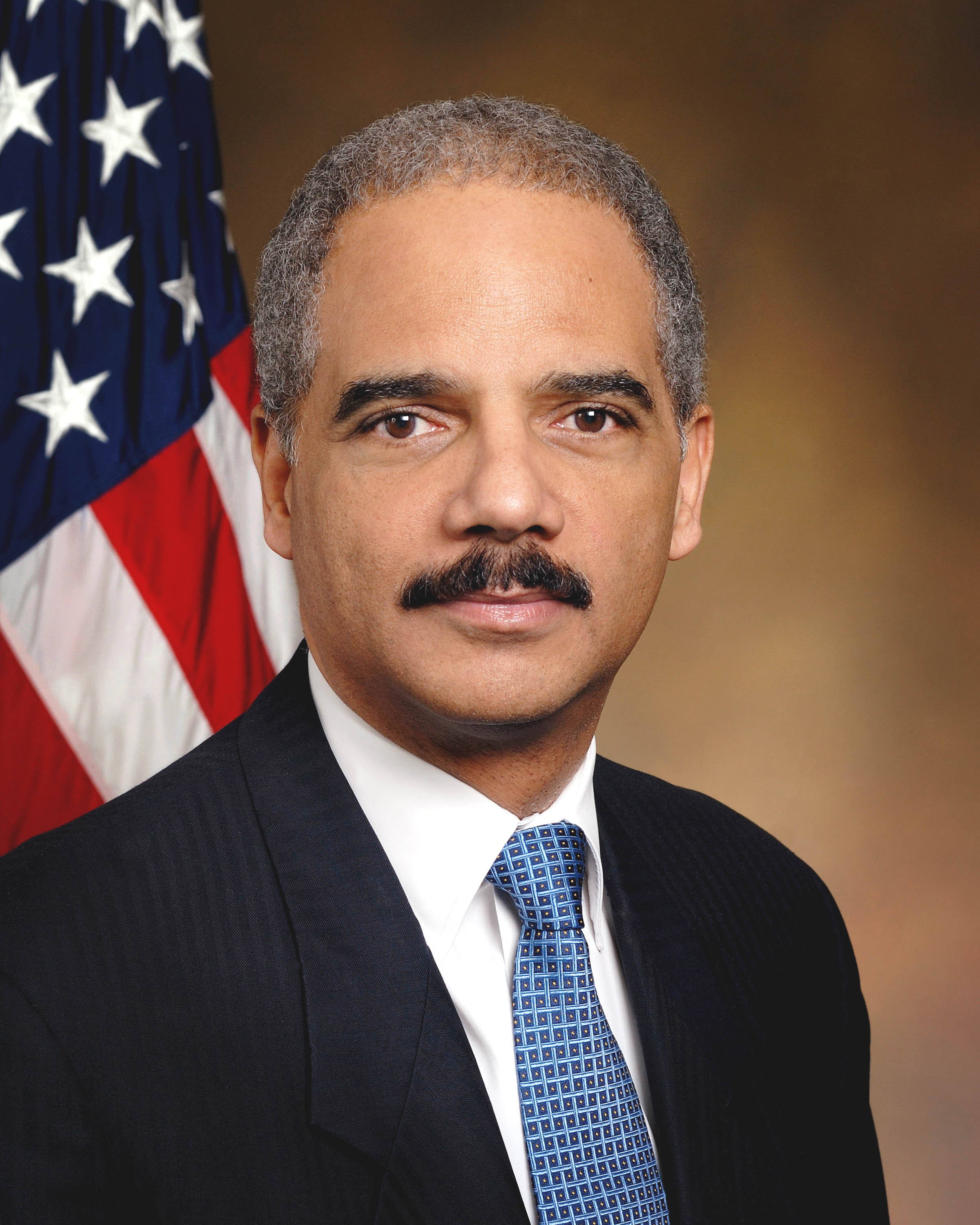
Eric Holder (2009)

Eric Himpton Holder, Jr. (* 21. Januar 1951 in New York City) ist ein US-amerikanischer Jurist und Politiker der Demokratischen Partei. Von Februar 2009 bis April 2015 war er der United States Attorney General (Generalbundesanwalt der Vereinigten Staaten) und damit Justizminister unter US-Präsident Barack Obama. Eric Holder ist der erste Afroamerikaner, der diese Spitzenposition erlangt hat. Zuvor war er bereits von 1997 bis 2001 stellvertretender Justizminister in der Regierung von Präsident Bill Clinton.

## Leben

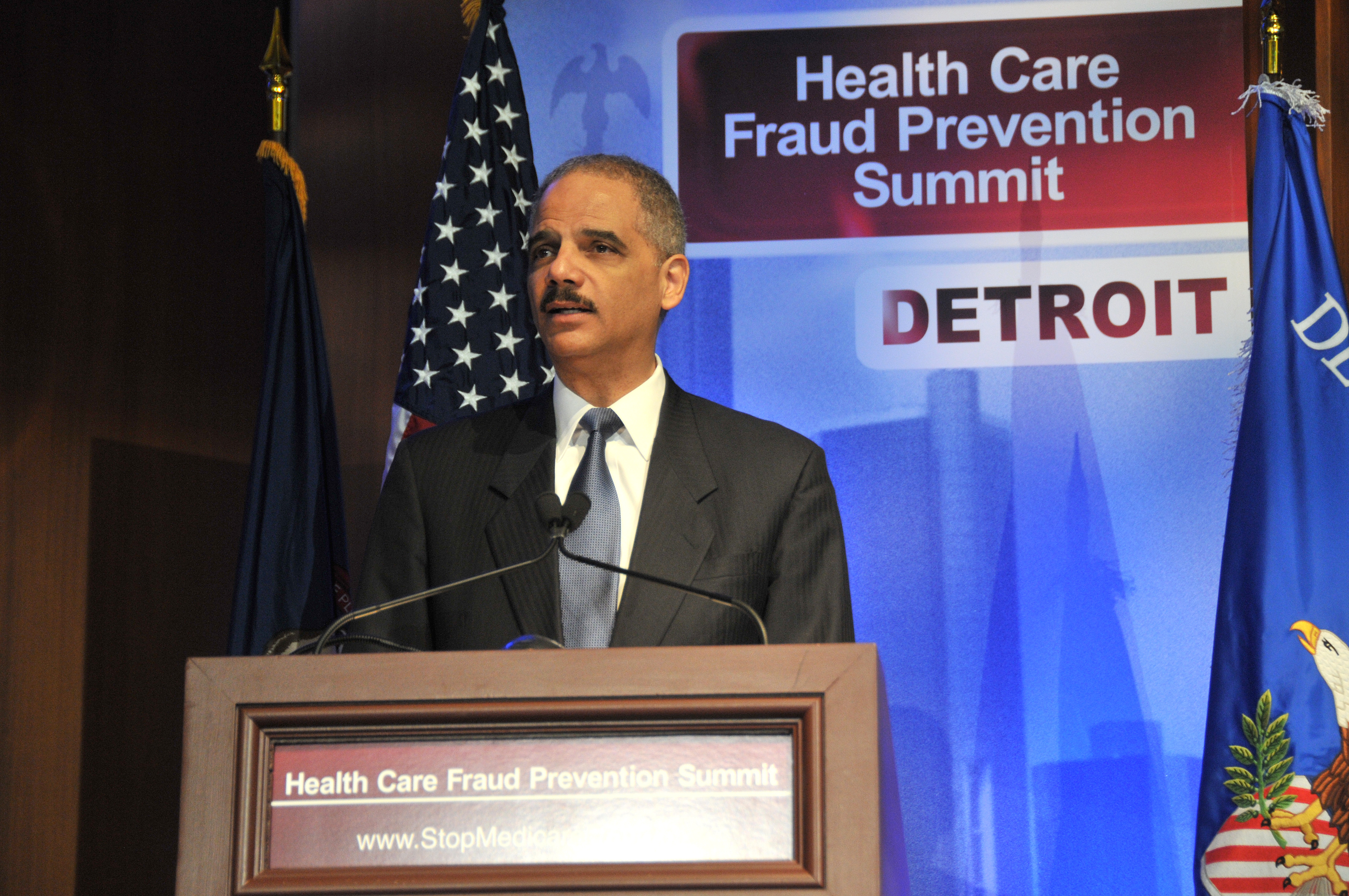
Justizminister Holder bei einem Vortrag im März 2011

Eric Holder wurde 1951 in New York City, Stadtteil Bronx, geboren. Seine Eltern sind karibischer Herkunft. Holders Vater, Eric Himpton Holder, Sr. (1905–1970) wurde im Parish St. Joseph im Westen der Insel Barbados geboren und gelangte als Einjähriger in die Vereinigten Staaten. Holders Mutter Miriam R. Yearwood wurde in New Jersey geboren; auch ihre Eltern waren aus Barbados, Parish Saint Philip, in die USA ausgewandert.
Holder wuchs in Queens auf und ging zur Stuyvesant High School in Manhattan und zur Columbia University, wo er den B.A. 1973 und den J.D. 1976 erhielt. Nach der Columbia Law School arbeitete Holder von 1976 bis 1988 beim US-Justizministerium. Er wurde von Präsident Ronald Reagan als beigeordneter Richter (Associate Judge) an den Superior Court of the District of Columbia, Washington, berufen.
1993 wurde Holder durch Präsident Bill Clinton zum United States Attorney (Bundesstaatsanwalt) für Washington, D.C. ernannt. Clinton nominierte ihn 1997 als stellvertretenden Generalbundesanwalt der Vereinigten Staaten; im September 1997 leistete Holder seinen Amtseid. Mit dem Amtsantritt der Regierung des neuen Präsidenten George W. Bush schied Holder 2001 aus dem Amt aus.
Im Anschluss wechselte Holder in die Privatwirtschaft, wo er bis 2009 in Washington D.C. für die renommierte Anwaltskanzlei Covington & Burling tätig war. Covington & Burling hat nicht nur einflussreiche Kunden aus der Finanzwelt wie Goldman Sachs, JPMorgan Chase, Citigroup, Bank of America, Wells Fargo und Deutsche Bank, sondern verteidigte auch Guantanamo-Gefangene.
Im Vorfeld der Präsidentschaftswahl 2008 gehörte Holder zum Kampagnenteam von Barack Obama und arbeitete dort unter anderem mit Caroline Kennedy und James A. Johnson zusammen. Nach der Wahl Obamas zum Präsidenten nominierte dieser Holder am 18. November 2008 als United States Attorney General (Generalbundesanwalt der Vereinigten Staaten) und damit faktisch als Justizminister; die Bestätigung durch den Senat der Vereinigten Staaten erfolgte am 3. Februar 2009.
Bei der Ansprache vor beiden Häusern des Kongresses im Jahr 2009 war Holder Designated Survivor. Er wäre im Falle eines Anschlages auf das Kapitol der höchstrangige Überlebende gewesen und hätte die Nachfolge von Barack Obama als Präsident angetreten.
Holder kündigte am 25. September 2014 seinen Rücktritt an. Am 8. November 2014 nominierte Obama daraufhin Loretta Lynch als dessen Nachfolgerin. Nach einem langen politischen Tauziehen zwischen Präsident Obama und der republikanischen Senatsmehrheit wurde Lynch jedoch erst am 23. April 2015 vom Senat als Holders Nachfolgerin bestätigt, weshalb Holder bis dahin im Amt blieb.
Holder äußerte zeitweilig Interesse an einer Kandidatur zur Präsidentschaftswahl in den Vereinigten Staaten 2020, entschied sich jedoch später dagegen. Im Jahr 2020 wurde er in die American Academy of Arts and Sciences gewählt.
Holder lebt mit seiner Frau, der Ärztin Sharon Malone, und seinen drei Kindern in Washington.

## Öffentliche Stellungnahmen

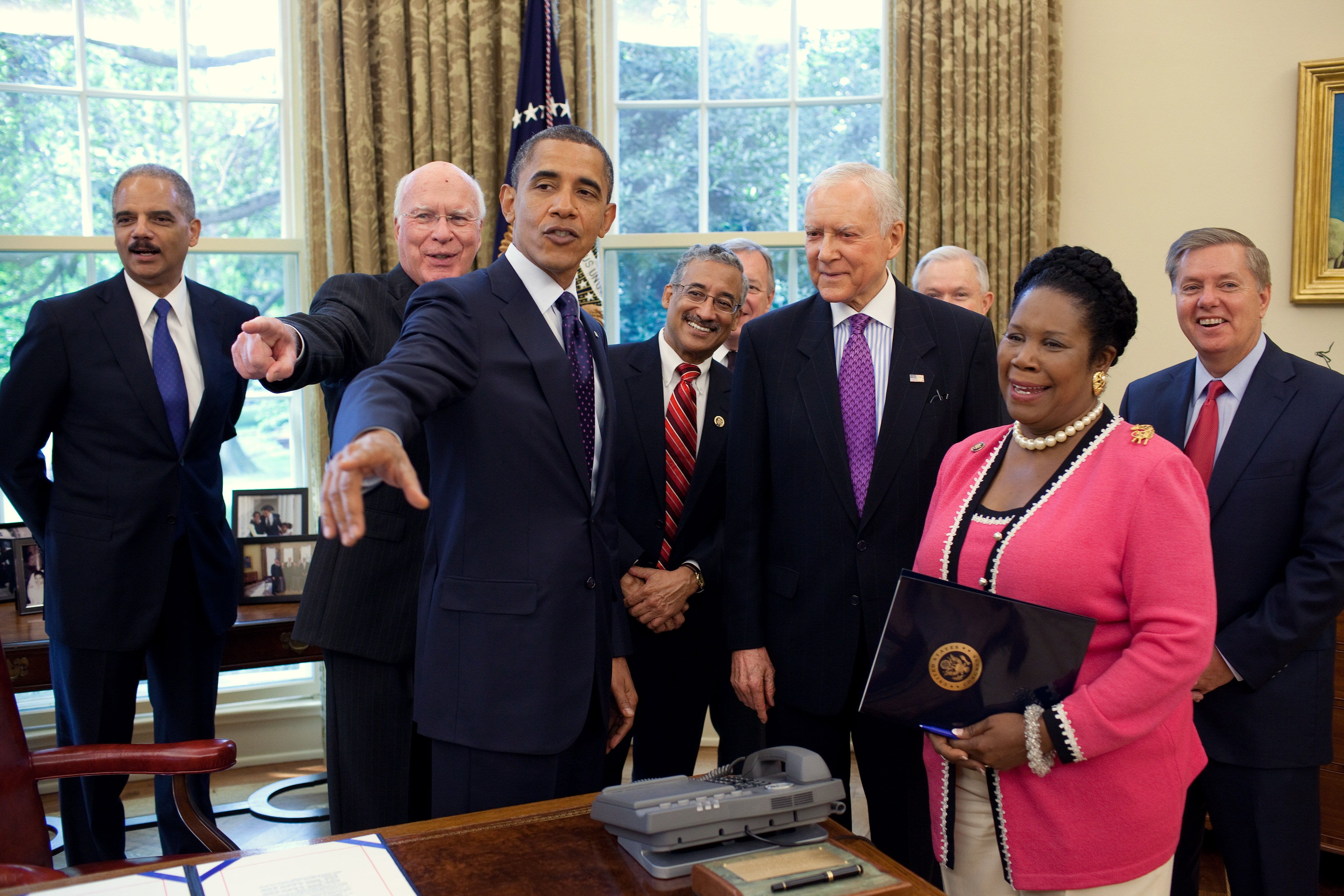
Holder (ganz links) im Oval Office mit Präsident Obama (Mitte) und weiteren Gästen

In einem CNN-Interview im Januar 2002 verteidigte Holder die Klassifizierung von Terroristen als Ungesetzliche Kombattanten statt Kriegsgefangene.
Befragt zum Fall Goldman Sachs, gab Holder an, dass seine Aufgabe nicht darin bestehe, Fälle zu gewinnen, sondern der Gerechtigkeit zum Siege zu verhelfen. Die Mittel, um komplexe Fälle bearbeiten zu können, wurden aufgestockt, um die „technologische Lücke“ zur Verteidigung schließen zu helfen.
Kurz nach seinem Amtsantritt als Justizminister hielt Holder in der American Academy in Berlin eine Rede zur Schließung des Gefangenenlagers in der Guantánamo-Bucht.
Im Oktober 2011 gab Holder Details eines von Iran geplanten Attentates bekannt, das in Zusammenarbeit mit mexikanischen Behörden verhindert wurde.
Ende des Jahres 2011 musste sich Holder auf Grund der Praktiken des Bureau of Alcohol, Tobacco, Firearms and Explosives bei der Bekämpfung des Drogenkriegs in Mexiko vor dem Justizausschuss des Senats verantworten. Die Bundespolizeibehörde hatte in großem Umfang illegal Waffen an Drogenkartelle geliefert und sich erhofft, auf diese Weise den Weg der Waffen, u. a. Maschinengewehre, verfolgen zu können. Allerdings verlor man die Spur bald. Im Dezember 2010 wurde ein US-Grenzschützer mit den von der ATF geschmuggelten Waffen getötet.
Diese Berichte stellten sich als politisch motivierte falsche Darstellung der Operation Fast and Furious heraus; die berechtigte Tätigkeit des ATF war von der Bundesanwaltschaft massiv behindert worden. Die republikanische Partei im Kongress versuchte, einen Skandal um US-Justizminister Eric Holder zu inszenieren. Nach der Aufdeckung der tatsächlichen Zusammenhänge wurden einige Prozesse im ATF umgestaltet.
Holder hatte die globale Überwachungs- und Spionageaffäre, die durch Edward Snowden losgetreten wurde, 2013 noch als „den US-amerikanischen Interessen schadend“ bezeichnet. Im Juni 2016, nun nicht mehr im Amt des Generalbundesanwalts, bezeichnete er Snowdens Taten als „Dienst an der Öffentlichkeit“. Die „Nützlichkeit“ der angestoßenen nationalen Debatte solle „strafmildernd“ beachtet werden.